# شاعر وطني

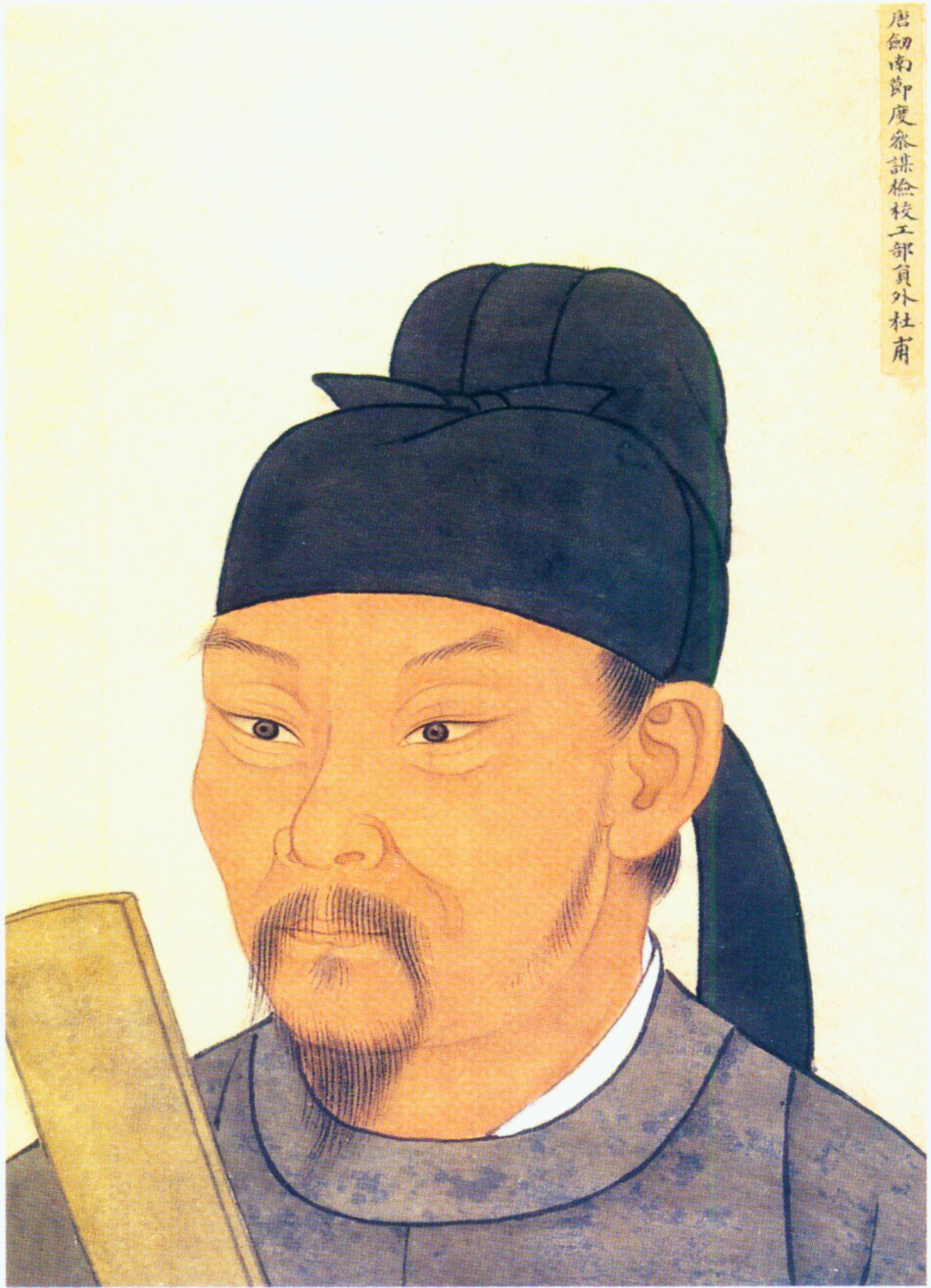
دو فو

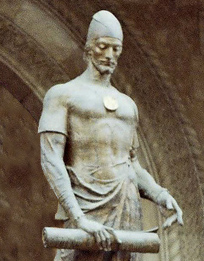
شوتا رستافلي

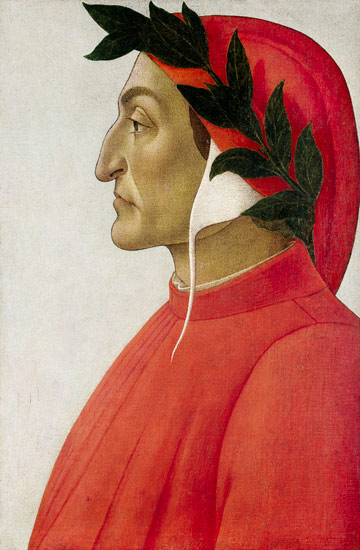
دانتي أليغييري

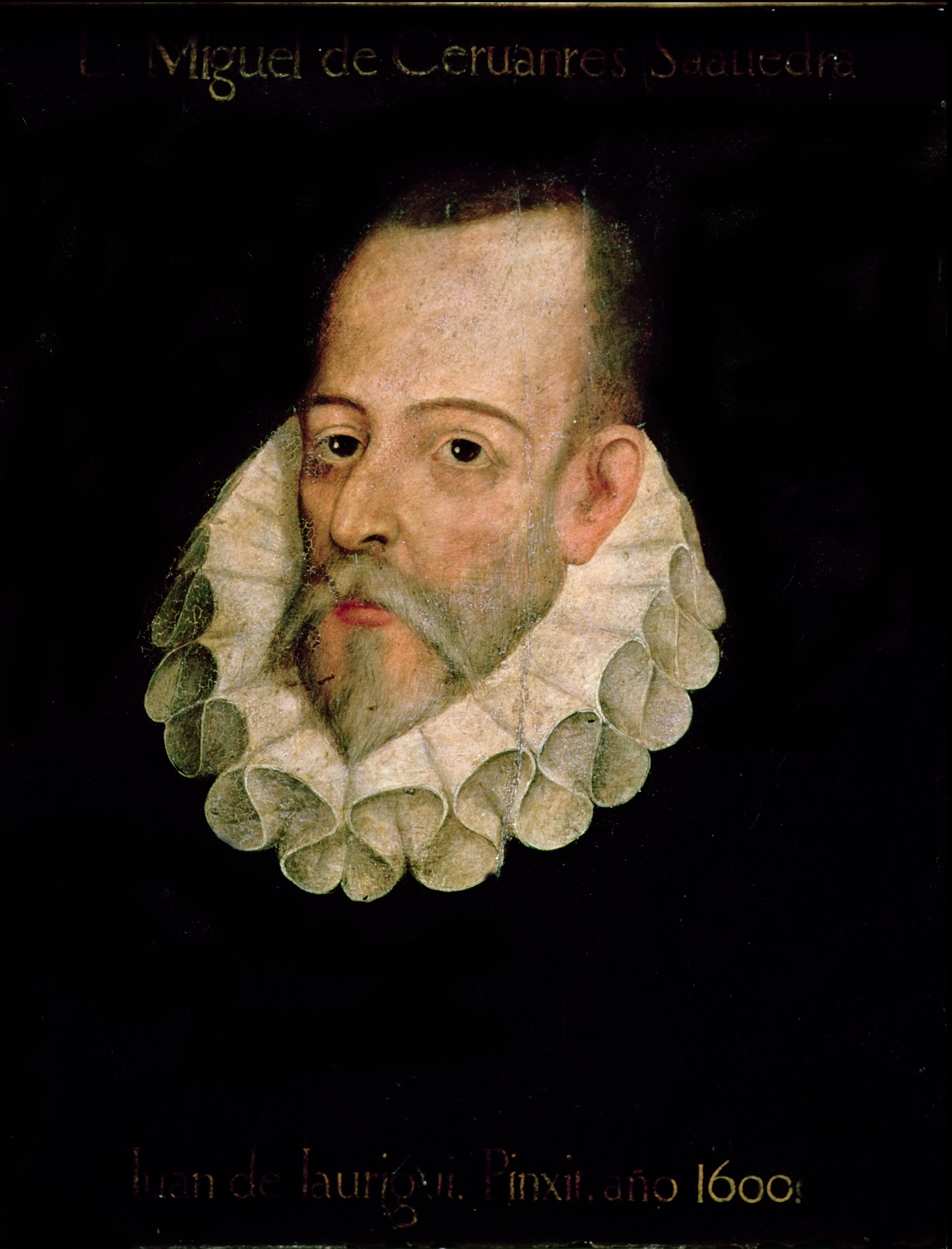
ميغيل دي ثيربانتس

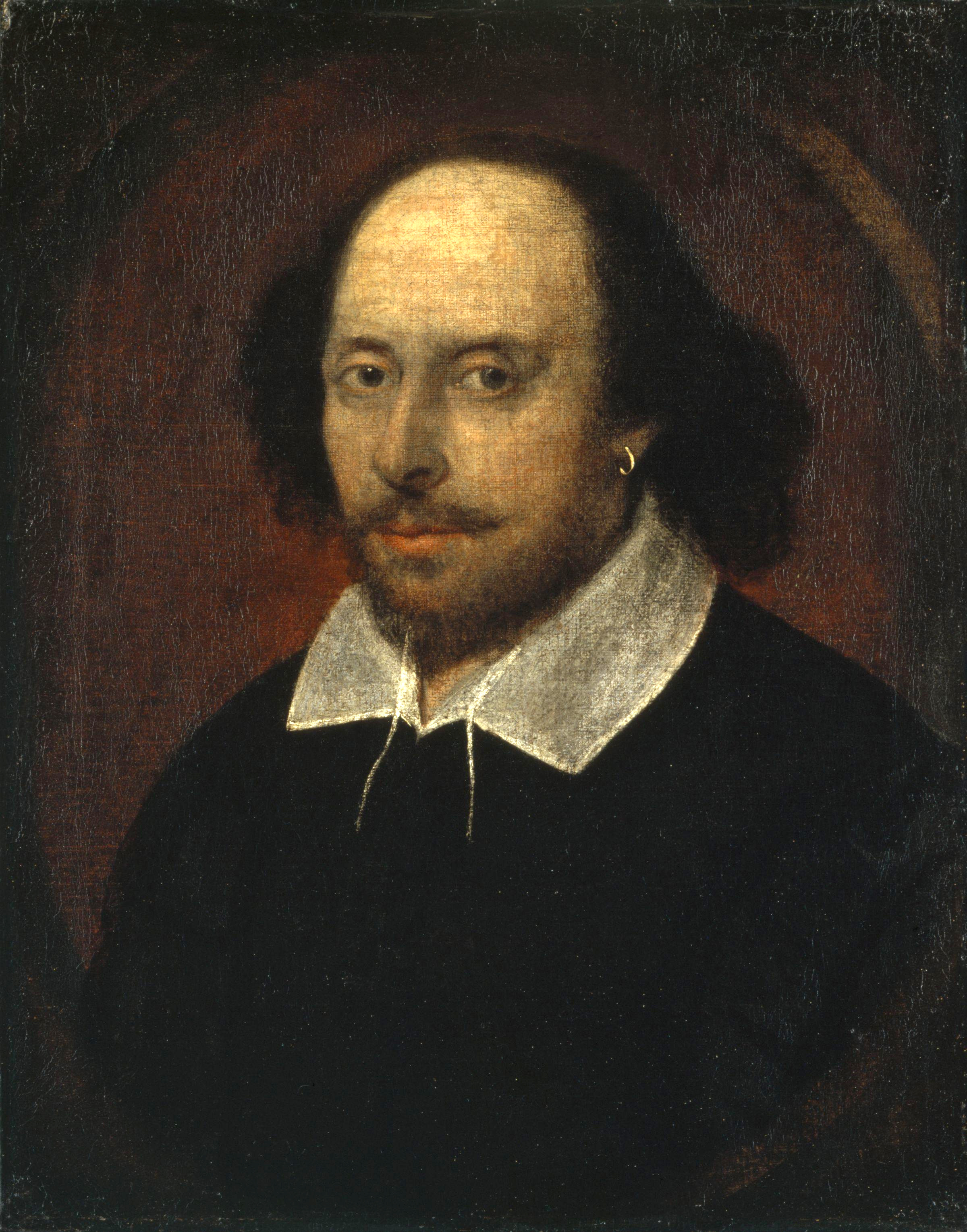
وليم شكسبير

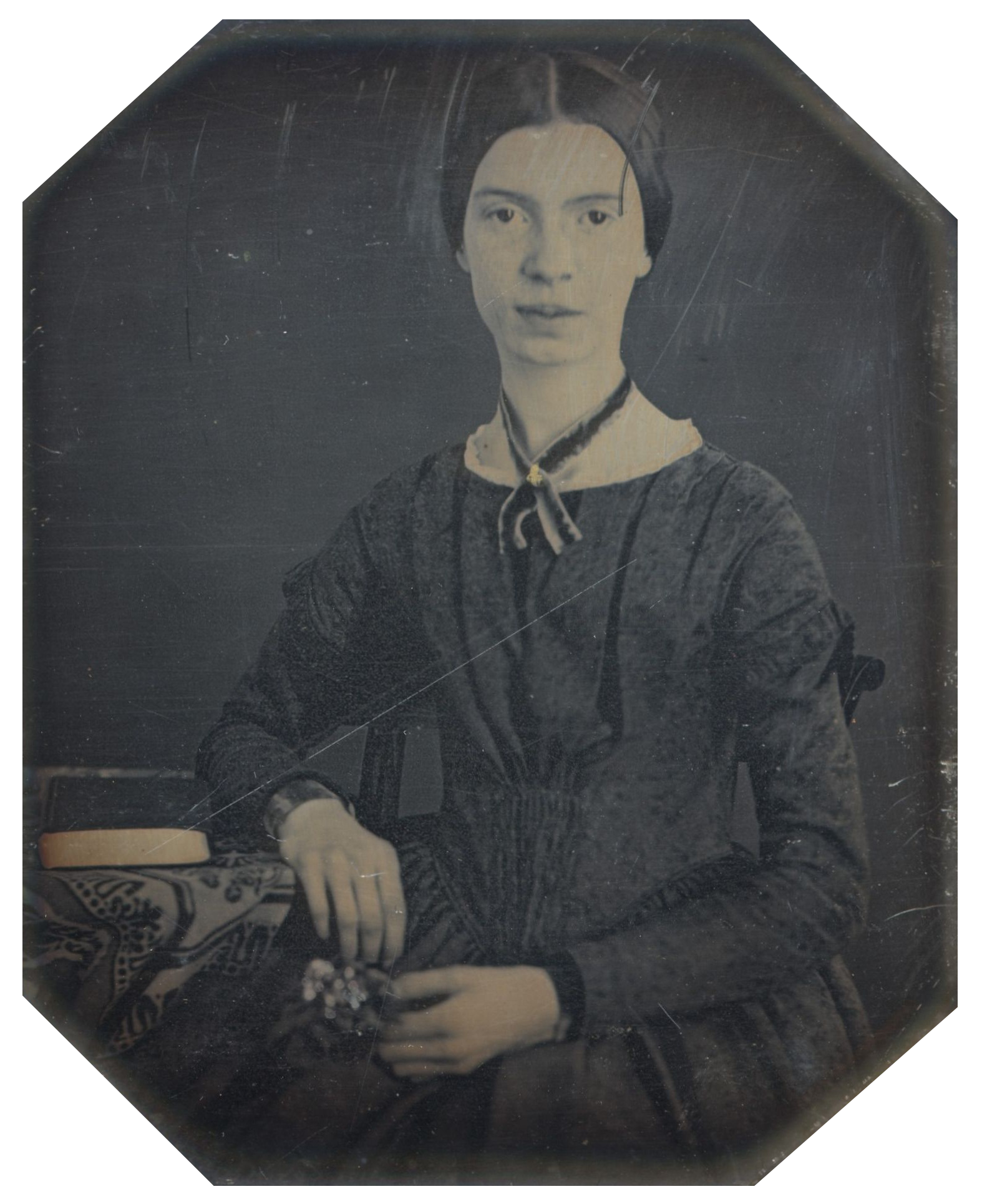
إيميلي ديكنسون

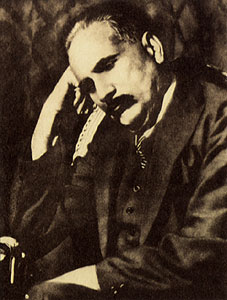
محمد إقبال

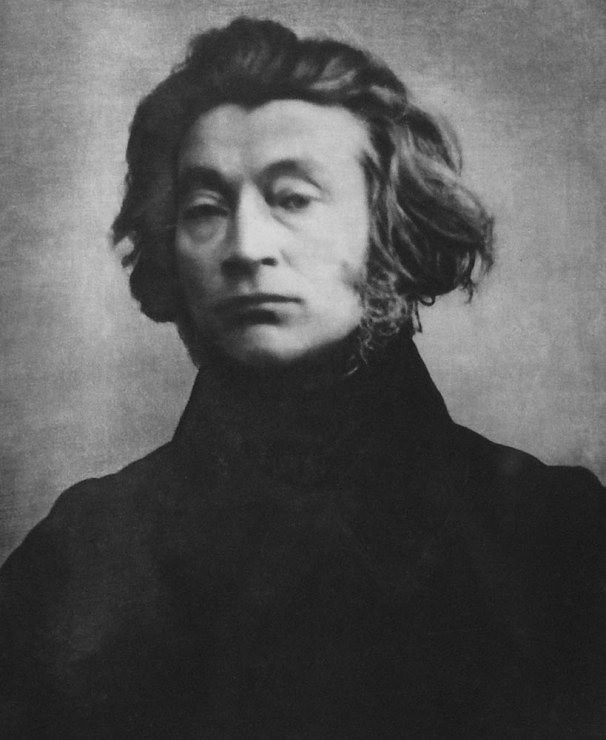
آدم ميتسكيفيتش

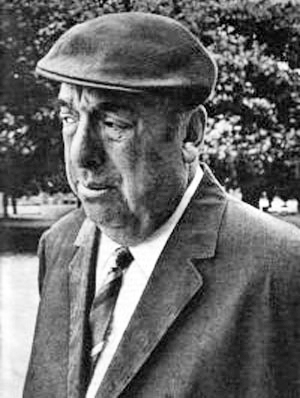
بابلو نيرودا

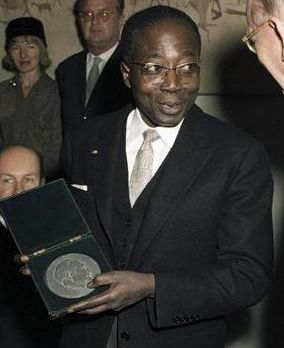
ليوبولد سنغور

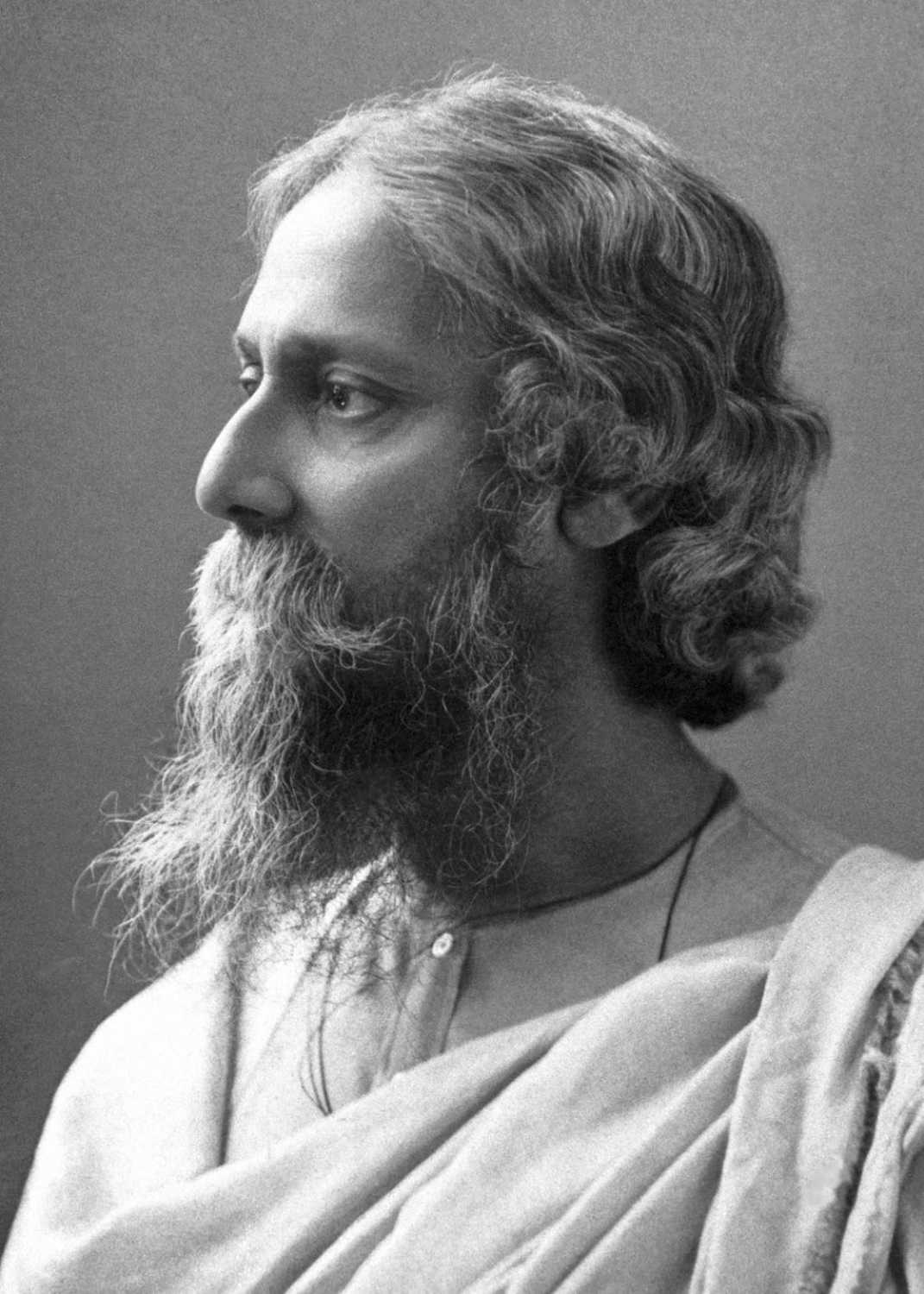
روبندرونات طاغور

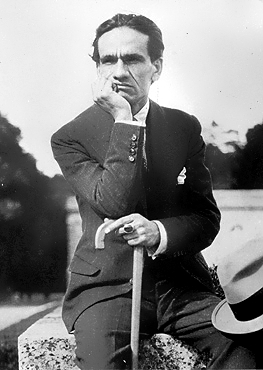
قيصر باييخو

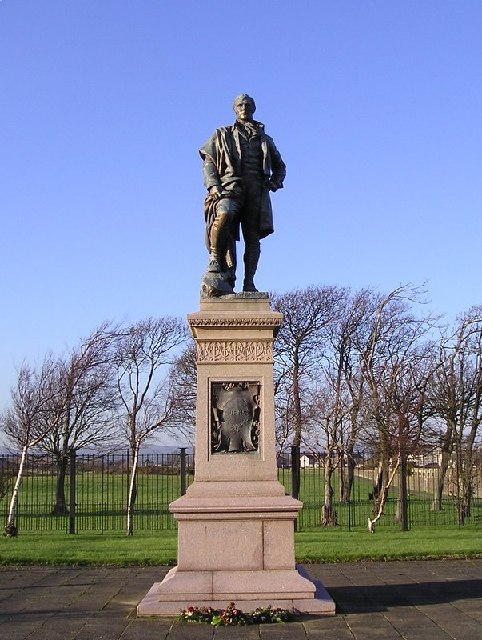
روبرت برنز

الشاعر الوطني هو شاعر قومي التزم بعادات وتقاليد شعب معين لتمثيل هوية ومعتقدات ومبادئ ذلك الشعب وخاصة الرومانسية القومية.

## أفريقيا
- الجزائر - مفدي زكرياء
- أنغولا - أوغوستينو نيتو
- مصر - أحمد شوقي
- إثيوبيا - Tsegaye Gabre-Medhin
- مالي - Fily Dabo Sissoko
- المغرب - امحمد بن علي أوزال
- نيجيريا - تشينوا أتشيبي
- السنغال - ليوبولد سنغور
- الصومال - محمد إبراهيم وارسامي
- جنوب أفريقيا - Mazisi Kunene
- السودان - جيلي عبدالرحمن
- تنزانيا - Euphrase Kezilahabi
- تونس - أبو القاسم الشابي

## آسيا
- أفغانستان - خوشحال خان ختك[2]
- أذربيجان - محمد بن سليمان، نظامي الكنجوي، عماد الدين نسيمي، صمد فورغون
- بنغلاديش - نذر الإسلام[3]
- الصين - دو فو، لي باي، لو شون
- كمبوديا - Preah Botumthera Som، Krom ngoy، Chuon Nath
- الهند - روبندرونات طاغور، تشاتوبادهيايا تشاترجي، كاليداسا
- إيران - أبو قاسم الفردوسي، جلال الدين الرومي، حافظ الشيرازي، الرودكي، نظامي الكنجوي، سعدي، عمر الخيام، ناصر بن خسرو، سيمين البهبهاني
- العراق - معروف الرصافي
- إسرائيل - حاييم ناحمان بياليك، يهودا عميحاي، يهوذا اللاوي
- اليابان - كويزومي ياكومو، موراساكي شيكيبو
- الأردن - مصطفى وهبي التل
- كازاخستان - آباي كونانباييف،ويُعرف بـ آباي كونانباييف
- كوريا - Kim Sowol، کو أون
- كردستان - Khana Qubadi
- قيرغيزستان - Toktogul Satylganov
- لبنان - جبران خليل جبران، سعيد عقل
- ماليزيا - Usman Awang
- منغوليا - Dashdorjiin Natsagdorj، Byambyn Rinchen، Hadaa Sendoo
- ميانمار - مين تو وون
- نيبال - Laxmi Prasad Devkota، Motiram Bhatta
- باكستان - محمد إقبال
- فلسطين - محمود درويش
- الفلبين - Francisco Balagtas
- السعودية - غازي عبد الرحمن القصيبي
- سريلانكا - Ananda Samarakoon
- سوريا - نزار قباني
- طاجيكستان - الرودكي، أبو قاسم الفردوسي، سعدي، جلال الدين الرومي، ناصر بن خسرو، صدر الدين عيني، Gulnazar Keldi
- تايلاند - Sunthorn Phu
- تركمانستان - مخدوم قلي
- أوزبكستان - عبدالله أريبوف، Erkin Vohidov، Gafur Gulom، Mirtemir
- فيتنام - Nguyen Du
- اليمن- عبد الله البردوني

## أوروبا
- ألبانيا - Gjergj Fishta، نعيم فراشري
- أندورا - آلبرت سالفادو
- أرمينيا - هوفهانيس تومانيان، سايات نوفا، بارويرسيفاك (أرارات)
- النمسا - فرانس جريلبارتسر، بيتر روسغر، يوهان نيبوموك نيستروي
- منطقة إقليم الباسك - خوسيبا ساريونانديا
- بيلاروسيا - يانكا كوبالا، ياكوب كولاس
- بلجيكا - إميل فيرهارن، موريس ماترلينك
- البوسنة والهرسك - عزت سارايلتش
- بلغاريا - Hristo Botev،[4] إيفان فازوف
- منطقة كتالونيا - Jacint Verdaguer
- كرواتيا - ماركو ماروليتش، ميروسلاف كرليجا
- قبرص - Vasilis Michaelides
- التشيك - Karel Hynek Mácha، Božena Němcová، جان نيرودا
- الدنمارك - Adam Oehlenschläger
- إنجلترا - وليم شكسبير[5]
- إستونيا - Lydia Koidula، Friedrich Reinhold Kreutzwald
- جزر فارو - William Heinesen
- فنلندا - يوهان لودفيغ رونيبيرغ، إلياس لونروت
- فلاندر (بلجيكا)- Hendrik Conscience، Guido Gezelle، هوغو كلاوس
- فرنسا - فكتور هوغو، شارل بودلير
- فرايزلاند - Gysbert Japicx  [لغات أخرى]‏
- منطقة غاليسيا - روساليا دي كاسترو
- جورجيا - شوتا روستافلي
- ألمانيا - يوهان فولفغانغ فون غوته، فريدريش شيلر
- جبل طارق - Héctor Licudi
- اليونان - هوميروس، Dionisios Solomos
- جيرنزي - George Métivier
- المجر - ساندور بيتوفي
- آيسلندا - Jonas Hallgrimsson، هالجريمور بيتورسون، هالدور لاكسنس
- جزيرة أيرلندا - توماس مور، ويليام بتلر ييتس
- إيطاليا - دانتي أليغييري (known as دانتي أليغييري)، جوزويه كاردوتشي، جاكومو ليوباردي، أوجو فوسكولو، غابرييل دانونزيو
- جمهورية كوسوفو - Din Mehmeti
- لاتفيا - Rainis، Andrejs Pumpurs
- ليختنشتاين - بيتر كايزر
- ليتوانيا - آدم ميتسكيفيتش، Kristijonas Donelaitis
- لوكسمبورغ - ديكس( known as ديكس)، ميشيل رودانج، ميشيل لينتز
- جمهورية مقدونيا - Kočo Racin، Gjorgjija Pulevski and Kole Nedelkovski
- مالطا - Dun Karm Psaila
- مولدوفا - ميهاي إمينسكو، Grigore Vieru
- موناكو - Louis Notari
- الجبل الأسود - Petar Petrovic Njegos
- هولندا - فان دن فوندل، Jacob Cats
- النرويج - هنريك فيرغيلاند
- بولندا - the Three Bards: آدم ميتسكيفيتش، يوليوس سوفاتسكي، نابليون كراسينسكي؛ يان كوخانوفسكي
- البرتغال - لويس دي كامويس، فرناندو بيسوا
- رومانيا - ميهاي إمينسكو
- روسيا - ألكسندر بوشكين
  - داغستان - رسول حمزاتوف
  - أوسيتيا - كوستا خيتاغوروف
- سان مارينو - Pio Chiaruzzi
- اسكتلندا - روبرت برنز، هيو ماكديرميد، جون باربور (شاعر)، ادوين مورغان
- صربيا - Petar Petrović Njegoš، فاسكو بوبا
- سلوفاكيا - Pavol Országh Hviezdoslav
- سلوفينيا - فرانتسيه بريشيرن
- إسبانيا - ميغيل دي ثيربانتس، لوبي دي فيغا،[1] فيديريكو غارثيا لوركا
- السويد - كارل مايكل بيلمان، غوستاف فرودينق، فرنر فون هايدنستام، Esaias Tegnér
- سويسرا - جوتفريد كيللر، كارل شبيتلر
- تركيا - محمد عاكف آرصوي
- أوكرانيا - تاراس شيفتشينكو
- ويلز - ديلان توماس، Dafydd ap Gwilym

## أمريكا الشمالية
- كندا - بولين جونسون
- كيبك - Émile Nelligan، Gaston Miron، Octave Crémazie، Gilles Vigneault، فيليكس لوكلير
- كوبا - خوسيه مارتي
- جمهورية الدومينيكان - Pedro Mir
- غواتيمالا - ميغل أنخل أستورياس
- هايتي - Jacques Roumain
- المكسيك - رامون لوبيث بيلاردي، أكتافيو باث
- نيكاراغوا - روبين دارييو
- بنما - Ricardo Miró[6]
- سانت لوسيا - دريك والكوت
- الولايات المتحدة - والت ويتمان، إيميلي ديكنسون، روبرت فروست

## أوقيانوسيا
- أستراليا - هنري لاوسون، آدم ليندسي غوردون، دوروثيا ماكيلار، بانجو باترسون
- نيوزيلندا - كاثرين مانسفيلد، جانيت فريم

## أمريكا الجنوبية
- الأرجنتين - خوسيه هرنانديث،[7] خورخي لويس بورخيس
- البرازيل - غونسالفيس دياز، Olavo Bilac، كارلوس درموند دي آندرادي، ماشادو ده أسيس.
- تشيلي - بابلو نيرودا، غبريالا ميسترال
- كولومبيا - رافاييل بومبو
- الإكوادور - خوسيه خواكين دي أولميدو، خورخي إنريكي أدوم
- بيرو - قيصر باييخو
- أوروغواي - خوان زوريلا دي سان مارتين
- فنزويلا - رومولو جايجوس، أندريس إيلوي بلانكو

## مطالعة إضافية
- Marcel Cornis-Pope and John Neubauer، eds.، Figures of National Poets (2004)
- Edward Whitley، American Bards: Walt Whitman and Other Unlikely Candidates for National Poet (2010)
- Michael Dobson، The Making of the National Poet (1992)
- Josep R. Llobera، Foundations of National Identity (2004)